# John Creasey
John Creasey (* 17. September 1908 in Southfields (Grafschaft Surrey); † 9. Juni 1973 in New Hall, Bodenham (Salisbury, Grafschaft Wiltshire)) war ein englischer Schriftsteller. Er galt als extrem produktiv und schrieb unter vielen verschiedenen Pseudonymen in mehr als 40 Schaffensjahren über 600 Romane.

## Leben

### Allgemein
John Creasey wurde als Sohn von Ruth und Joseph Creasey geboren. Gemeinsam mit acht Geschwistern wuchs er in bescheidenen Verhältnissen auf. Er besuchte die Londoner Fulham Elementary School und die Sloane School. Im Alter von 14 Jahren verließ er die Schule und arbeitete in verschiedenen Bürotätigkeiten und als Verkäufer. Gleichzeitig versuchte er sich – anfangs mit wenig Erfolg – als Schriftsteller. 1930 veröffentlichte er seinen ersten Kriminalroman Seven Times Seven.
In 1935 gab er seine sonstigen beruflichen Aktivitäten auf und widmete sich nur noch der Schriftstellerei. Creasey entwickelte sich zu einem Vielschreiber und brachte es 1937 allein auf 29 Buchveröffentlichungen. Sein literarischer Schwerpunkt lag bei Kriminal- und Spionageromanen.
Creasey war viermal verheiratet und hatte drei Söhne. Aus der ersten Ehe mit Margaret Elizabeth Cooke stammte Sohn Colin; aus der zweiten Ehe mit Jeanne Williams stammten die Söhne Martin und Richard. 29 Jahre dauerte die dritte Ehe mit Evelyn Fudge. Einen Monat vor seinem Tode heiratete Creasey ein viertes Mal, Diana Hamiltonn Farrell.
John Creasey lebte in England und in Arizona. Sein Leben in Arizona inspirierte ihn zu den Wildwest-Romanen, die er allerdings in seiner englischen Heimat schrieb und publizierte.

### Politische Aktivitäten
Noch unter dem Eindruck des Zweiten Weltkriegs engagierte sich Creasey – unabhängig vom Zeitaufwand für seine enorme Schriftstellerei – auch auf politischem Feld. Mehrfach blieb er bei den Wahlen zum britischen Parlament erfolglos. Im Januar 1966 gründete er die All-Party Alliance. Zielsetzung dieser liberalen Bewegung war es, Kandidaten jenseits von Parteizugehörigkeit, gesellschaftlichem Stand und Weltanschauung nach dem Prinzip der Bestenauslese auf einer einzigen Liste zum Parlament zu vereinen.

### Crime Writers’ Association (CWA)
Am 5. November 1953 trafen sich britische Kriminalautoren auf Betreiben von John Creasey im Londoner National Liberal Club, um eine Autorenvereinigung, die britische Crime Writers’ Association (CWA), zu gründen. Ziel war es, das Ansehen von Kriminalliteratur und deren Schriftstellern in der Öffentlichkeit allgemein zu verbessern. John Creasey wurde zum ersten Vorsitzenden der CWA gewählt und behielt dieses Amt bis 1957.
1973, dem Todesjahr von John Creasey, verlieh die CWA erstmals einen Literaturpreis für den besten Erstlingsroman des Vorjahres und benannte die Auszeichnung nach ihrem Gründer: John Creasey Memorial Award. Durch einen Sponsorenwechsel hieß die Auszeichnung seit 2006 New Blood Dagger, seit 2009 wird sie überwiegend als The John Creasey (New Blood) Dagger bezeichnet.

### Pseudonyme
(Soweit Ausgaben unter verschiedenen Pseudonymen und/oder Titeln erschienen sind, wurde dies in den Abschnitten angemerkt)
Über die korrekte Anzahl von John Creaseys Pseudonymen existiert keine absolut zuverlässige, anerkannte Zahl. Von weit mehr als 20 kann jedoch ausgegangen werden. Nachvollziehbar ist die Zurückhaltung der britischen Verlage, Creaseys Vielschreiberei ausschließlich unter seinem richtigen Namen zu veröffentlichen.
Hinsichtlich der hier wiedergegebenen Pseudonyme gilt zu beachten:
- Das in der John Creasey-Kurzbiografie der finnischen Kirjasto-Website[5] zugeordnete Pseudonym Margaret Cole lässt sich in skandinavischen und englischsprachigen Verbundkatalogen nicht nachvollziehen; es wird daher nicht als ein Pseudonym von John Creasey aufgeführt und auf eine Wiedergabe der Werke verzichtet.
- In Deutschland wurde von der Deutschen Nationalbibliografie (DNB) Creasey durchgängig das Pseudonym John Tiger als Person zugeordnet. Nach Intervention machte die DNB dies im Oktober 2010 rückgängig; fehlende, eindeutige biographische Angaben bei vielen Werken gaben den Ausschlag. Das Pseudonym nutzte überdies der amerikanische Schriftsteller Walter (Hermann) Wager (1924–2004); es wurde in Deutschland auch für eine Romanheft-Reihe und Büchereiromane eingesetzt. John Tiger wird daher nicht als ein Pseudonym von Creasey aufgeführt und auf eine Wiedergabe der vormals in der DNB zugeschriebenen Werke verzichtet.
- Die französische Wikipedia[6] führt Margaret Ranger als ein Pseudonym im Artikel über John Creasey auf. Hingegen ordnet die Bibliothèque nationale de France (BnF) diesem Namen kein Werk zu und andere internationale Bibliothekskataloge lassen ebenfalls keinerlei Hinweise einer möglichen Zuordnung auf John Creasey erkennen. Margaret Ranger wird daher nicht als ein Pseudonym Creaseys aufgeführt.

Einige von Creaseys Pseudonymen verraten ihre Entstehungsgeschichte. 1938 wohnte er im Süden Englands, in Ashe (Grafschaft Hampshire). Nach dem Namen seines damaligen Wohnortes konstruierte er das Pseudonym Gordon Ashe, unter dem er von 1939 bis zu seinem Tode die Patrick Dalish-Serie schrieb.
Für das Pseudonym seiner Gideon-Serie als J. J. Marric nutzte Creasey die Initialen seiner Familie: seinen eigenen Vornamen J(ohn), den Vornamen seiner Ehefrau J(eanne) und von den Söhnen Mar(tin) und Ric(hard). Einige seiner Romane schrieb Creasey unter dem Namen seiner Ehefrau als M(argaret) E(lizabeth) Cooke oder romantische Werke als Margaret Cooke.
Kriminalromane auch als: Gordon Ashe; M. E. Cooke; Norman Deane; Robert Caine Frazer; Michael Halliday (nicht in USA); Charles Hogarth; Brian Hope; Colin Hughes; Kyle Hunt; Abel Mann; Peter Manton; J. J. Marric; Richard Martin; Rodney Mathieson; Anthony Morton; Jeremy York (nur in USA).
Romantische Romane als: Margaret Cooke; Henry St. John Cooper; Elise Fécamps.
Sachliteratur auch als: Credo.
Sportromane als: Patrick Gill; James Marsden; Jimmy Wilde.
Wildwest-Romane als: Ken Ranger; Tex Riley; William K. Reilly.

### Serien
(Chronologisch)
- 1933–1957 Department Z–Serie unter dem Namen John Creasey
- 1937–1979 John „The Baron“ Mannering-Serie unter dem Namen Anthony Morton
- 1938–1978 Richard „The Toff“ Rollison-Serie unter dem Namen John Creasey
- 1938–1943 Sexton Blake-Serie unter dem Namen John Creasey
- 1939–1976 Patrick Dawlish-Serie unter dem Namen Gordon Ashe
- 1939–1942 Bruce Murdoch-Serie unter dem Namen Norman Deane
- 1942–1979 Dr. Stanislaus Alexander Palfrey-Serie unter dem Namen John Creasey
- 1942–1978 Inspector Roger „Handsome“ West-Serie unter dem Namen John Creasey
- 1943–1945 Liberator-Serie unter dem Namen Norman Deane
- 1945–1949 Superintendent Folly-Serie unter dem Namen Jeremy York
- 1951–1953 Fane Brothers-Serie unter dem Namen Michael Halliday
- 1955–1976 George Gideon-Serie unter dem Namen J. J. Marric
- 1959–1962 Mark Kilby-Serie unter dem Namen Robert Caine Frazer
- 1960–1976 Crime Hater-Serie unter dem Namen Gordon Ashe
- 1965–1976 Dr. Emmanuel Cellini-Serie unter dem Namen Michael Halliday

## Auszeichnungen
- 1946 Mitglied des Order of the British Empire (MBE)
- 1962 Edgar Allan Poe Award – Kategorie Best Novel für Gideon’s Fire (dt. Das erste Feuer. Weiss, München 1965)
- 1969 Grand Master Award, die höchste Auszeichnung der Mystery Writers of America (MWA) für besondere Leistungen im Krimi-Genre bei gleichbleibend hoher schriftstellerischer Qualität

Darüber hinaus fanden mehrere Romane von Creasey höchste Anerkennung in internationalen Bestenlisten. So gelangen ihm gleich vierfach Platzierungen in der populären Anthony Boucher’s Best / Importend Selections 1942–1968: 1964 mit Look Three Ways at Murder (dt. Ein Mord kommt selten allein) und 1967 mit Sly as a Serpent (als Kyle Hunt). Bereits 1955 war er mit The Gelignite Gang (UK: Inspector West Makes Haste) und 1956 mit Beauty Queen Killer (auch als So Young, So Cold, So Fair. UK: A Beauty for Inspector West) in der Boucher 56 Importend-Liste vertreten.
H. R. F. Keating, Kriminalschriftsteller und Kritiker, verewigte Creasey als  J. J. Marric mit Gideon’s Week als besten Roman für das Jahr 1956 in seiner Auflistung der 100 besten Kriminalromane von 1845 bis 1986.
Robin Winks (vollständig: Robin William Evert Winks), von 1957 bis 2003 Professor für Geschichte an der Yale University und Autor mehrerer Sachbücher zum Krimi-Genre, nahm Creasey zweimal in seine Favoritenliste auf: Die Romane Gideon’s River und Gideon’s Week, beide unter dem Pseudonym J. J. Marric erschienen.

## Werke als John Creasey

### Department Z – Serie
- 1933 The Death Miser
- 1933 Redhead
- 1934 First Came a Murder
- 1935 The Mark of the Crescent
- 1935 Death Round the Corner
- 1936 Thunder In Europe
- 1936 The Terror Trap
- 1937 Carriers of Death
- 1937 Days of Danger
- 1938 Death Stands By
- 1938 Menace!
- 1939 Murder Must Wait
- 1939 Panic!
- 1940 The Island of Peril
- 1940 Death by Night
- 1941 Go Away Death
- 1941 Sabotage
- 1942 Prepare for Action
- 1942 The Day of Disaster
- 1943 No Darker Crime
- 1944 Dark Peril
- 1946 The Peril Ahead
- 1947 The League of Dark Men
- 1949 The Department of Death
- 1950 The Enemy Within
- 1951 Dead or Alive
- 1954 A Kind of Prisoner
- 1957 The Black Spiders

### Sexton Blake-Serie
(Storys für „The Sexton Blake Library“)
- 1937 The Case of the Murdered Financier[12]
- 1939 The Great Air Swindle[13]
- 1941 The Man from Fleet Street[14]
- 1942 The Case of the Mad Inventor[15]
- 1943 Private Carter’s Crime[16]

### Richard „The Toff“ Rollison-Serie
- 1938 Introducing the Toff
- 1939 The Toff Goes On
- 1939 The Toff Steps Out
- 1940 Here Comes the Toff
- 1940 The Toff Breaks In
- 1941 Salute the Toff
- 1941 The Toff Proceeds (dt. Der Toff spielt mit. Schweizer Druck- und Verlagshaus, Zürich 1953)
- 1942 The Toff Goes to Market
- 1942 The Toff Is Back
- 1943 The Toff Among the Millions
- 1943 Accuse the Toff
- 1944 The Toff and the Curate (US-Ausgabe: The Toff and the Deadly Parson, 1948)
- 1944 The Toff and the Great Illusion
- 1945 Feathers for the Toff
- 1946 The Toff and the Lady (dt. Der Toff und die Lady. Schweizer Druck- und Verlagshaus, Zürich 1954)
- 1946 The Toff on Ice (US-Ausgabe: Poison for The Toff, 1947)
- 1947 Hammer the Toff
- 1947 The Toff in Town (US-Ausgaben: The Toff in New York, 1956 und The Toff in Wax, 1966)
- 1947 Poison for The Toff (US-Ausgabe. Original: The Toff on Ice, 1946)
- 1948 The Toff and the Deadly Parson (US-Ausgabe. Original: The Toff and the Curate, 1944)
- 1948 The Toff Takes Shares
- 1948 The Toff and Old Harry (dt. Der Toff und Old Harry. Schweizer Druck- und Verlagshaus, Zürich 1952)
- 1949 The Toff on Board
- 1950 Fool the Toff (dt. Der Toff und das Mammut. Schweizer Druck- und Verlagshaus, Zürich 1954)
- 1950 Kill the Toff
- 1951 A Knife for the Toff
- 1951 The Toff Goes Gay (US-Ausgabe: A Mask for the Toff, 1951)
- 1951 A Mask for the Toff (Original: The Toff Goes Gay, 1951)
- 1952 Hunt the Toff
- 1953 Call the Toff
- 1953 The Toff Down Under (US-Ausgabe: Break the Toff, 1970)
- 1953 Murder Out of the Past
- 1954 The Toff at Butlin’s
- 1954 The Toff at the Fair[17]
- 1955 A Six for the Toff (US-Ausgabe: A Score for the Toff, 1972)
- 1955 The Kidnapped Child[18] (US-Ausgabe: The Toff an the Kidnapped Child, 1960)
- 1955 The Toff and the Deep Blue Sea
- 1956 Make-Up for the Toff[19] (US-Ausgabe: Kiss the Toff, 1956)
- 1956 Kiss the Toff (Original: Make-Up for the Toff, 1956)
- 1956 The Toff in New York (Original: The Toff in Town, 1947)
- 1957 Model for the Toff
- 1957 The Toff on Fire
- 1958 The Toff and the Stolen Tresses
- 1958 The Toff on the Farm
- 1959 Double for the Toff
- 1959 The Toff and the Runaway Bride
- 1960 The Toff an the Kidnapped Child (US-Ausgabe. Original: The Kidnapped Child, 1955)
- 1960 A Rocket for the Toff
- 1961 Follow the Toff
- 1961 The Toff and the Teds (US-Ausgabe: The Toff and the Toughs, 1961)
- 1961 The Toff and the Toughs (US-Ausgabe. Original: The Toff and the Teds, 1961)
- 1962 Leave It to the Toff
- 1963 A Doll for the Toff
- 1965 Terror for the Toff (US-Ausgabe. Original: The Toff on the Farm, 1958)
- 1965 The Toff and the Spider
- 1966 The Toff in Wax (Original: The Toff in Town, 1947)
- 1967 A Bundle for the Toff
- 1968 Stars for the Toff
- 1969 The Toff and the Golden Boy
- 1970 The Toff and the Fallen Angels
- 1970 Break the Toff (US-Ausgabe. Original: The Toff Down Under, 1953)
- 1971 Vote for the Toff
- 1972 The Toff and the Trip-Trip-Triplets
- 1972 A Score for the Toff (Original: A Six for the Toff, 1955)
- 1973 The Toff and the Terrified Taxman
- 1974 The Toff and the Sleepy Cowboy
- 1977 The Toff and the Crooked Copper
- 1978 The Toff and the Dead Man’s Finger

### Dr.Stanislaus Alexander Palfrey-Serie
- 1942 Traitor’s Doom
- 1943 The Perilous Country (US-Ausgabe: The Valley of Fear, 1966)
- 1943 The Legion of the Lost
- 1944 Dangerous Quest
- 1945 Death in the Rising Sun
- 1945 The Hounds of Vengeance
- 1946 Shadow of Doom
- 1946 The House of the Bears
- 1947 Sons of Satan
- 1947 Dark Harvest
- 1948 The Wings of Peace
- 1949 The Dawn of Darkness
- 1949 The League of Light
- 1950 The Man Who Shook the World
- 1951 The Prophet of Fire
- 1952 The Children of Hate (US-Ausgabe: The Children of Despair, 1968)
- 1954 The Touch of Death
- 1955 The Mists of Fear
- 1956 The Flood
- 1958 The Plague of Silence
- 1963 The Drought (US-Ausgabe: Dry Spell, 1967)
- 1962 The Terror
- 1963 The Depths
- 1964 The Sleep
- 1965 The Inferno
- 1966 The Valley of Fear (Original: The Perilous Country, 1943)
- 1967 Dry Spell (Original: The Drought, 1963)
- 1967 The Famine
- 1968 The Children of Despair (Original: The Children of Hate, 1952)
- 1968 The Blight
- 1969 The Oasis
- 1970 The Smog
- 1971 The Killers of Innocence (US-Ausgabe. Original: The Children of Hate, 1952)
- 1971 The Unbegotten
- 1972 The Insulators
- 1973 The Voiceless Ones
- 1976 The Thunder-Maker
- 1979 The Whirlwind

### Inspector Roger „Handsome“ West-Serie
- 1942 Inspector West Takes Charge (dt. Inspektor West greift ein.[20] A. Müller, Rüschlikon-Zürich 1951)
- 1943 Inspector West Leaves Town (US-Ausgabe: Go Away to Murder, 1962)
- 1944 Inspector West at Home (dt. Dicke Luft in Scotland Yard.[21] A. Müller, Rüschlikon-Zürich 1951)
- 1944 Inspector West Regrets[22] (US-Ausgabe: The figure in the dusk, 1953. Dt. Inspektor West fasst zu. A. Müller, Rüschlikon-Zürich 1955)
- 1945 Battle for Inspector West (dt. Inspektor West verschleppt. A. Müller, Rüschlikon-Zürich 1954)
- 1946 Holiday for Inspector West[23] (dt. Die Kugel ging daneben. Desch, München 1972)
- 1948 Battle for Inspector West (dt. Zwei Kugeln für Inspektor West. Desch, München 1973)
- 1948 Triumph for Inspector West (dt. Inspektor West hat Recht. A. Müller, Rüschlikon-Zürich 1953)
- 1949 Inspector West Kicks Off (US-Ausgabe: Sport for Inspector West, 1971)
- 1950 Inspector West Alone[24] (dt. Schrei hinter der Tür. Ullstein, Frankfurt/M. 1977)
- 1950 Inspector West Cries Wolf (dt. Das Zeichen der Wölfe. A. Müller, Rüschlikon-Zürich 1955)
- 1951 A Case for Inspector West (Original: Inspector West Regrets, 1944)
- 1951 Puzzle for Inspector West[25] (US-Ausgabe: The Dissemblers, 1967. Dt. Das Lügennetz.[26] A. Müller, Rüschlikon-Zürich 1956)
- 1952 Inspector West at Bay (US-Ausgabe: The Blind Spot, 1954 und The Case of the Acid Throwers, 1960. Dt. Inspektor West schachmatt. A. Müller, Rüschlikon-Zürich 1961)
- 1953 The Figure in the Dusk (US-Ausgabe. Original: Inspector West Regrets, 1944)
- 1953 A Gun for Inspector West (US-Ausgaben: Give Me a Gun und Give a Man a Gun, beide 1953)
- 1953 Give Me a Gun (US-Ausgabe. Original: A Gun for Inspector West, 1953)
- 1953 Give a Man a Gun (US-Ausgabe. Original: A Gun for Inspector West, 1953)
- 1953 Send for Inspector West (auch unter: Send Superintendent West, 1965)
- 1954 The Blind Spot (US-Ausgabe. Original: Inspector West at Bay, 1952)
- 1954 A Beauty for Inspector West (US-Ausgaben: The Beauty Queen Killer, 1956 und So Young, So Cold, So Fair, 1958)
- 1955 Inspector West Makes Haste (US-Ausgabe: Murder Makes Haste, 1955. Dt. Inspektor West und der Knacker. A. Müller, Rüschlikon-Zürich 1960)
- 1955 Murder Makes Haste (US-Ausgabe. Original: Inspector West Makes Haste, 1955)
- 1955 The Gelignite Gang (US-Ausgabe. Original: Inspector West Makes Haste, 1955)
- 1955 Two for Inspector West[27] (US-Ausgabe: Murder: One, Two, Three, 1955 und Murder Tips the Scales, 1962. Dt. Mallows Geheimnis. Desch, München 1972)
- 1955 Murder: One, Two, Three (US-Ausgabe. Original: Two for Inspector West, 1955)
- 1956 The Beauty Queen Killer (US-Ausgabe. Original: A Beauty for Inspector West, 1954)
- 1956 A Prince for Inspector West (US-Ausgabe: Death of an Assassin, 1960. Dt. Inspektor West und der Ölscheich. Desch, München 1971)
- 1956 Parcels for Inspector West (dt. Der Tod kommt mit der Post. Desch, München 1973)
- 1957 Find Inspector West (US-Ausgaben: Doorway to Death und The Trouble at Saxby’s, beide 1959)
- 1957 Death of a Postman (US-Ausgabe. Original: Parcels for Inspector West, 1956)
- 1957 Accident for Inspector West (US-Ausgabe: Hit and Run, 1959. Dt. Inspektor West räumt auf. A. Müller, Rüschlikon-Zürich 1961)
- 1958 The Case Against Paul Raeburn (US-Ausgabe. Original: Triumph for Inspector West, 1948)
- 1958 Strike for Death[28] (US-Ausgabe: The Killing Strike, 1958)
- 1958 The Killing Strike (US-Ausgabe. Original: Strike for Death, 1958)
- 1958 Murder, London – New York
- 1958 So Young, So Cold, So Fair (US-Ausgabe. Original: A Beauty for Inspector West, 1954)
- 1959 Death of a Racehorse
- 1959 Doorway to Death (US-Ausgabe. Original: Find Inspector West, 1957)
- 1959 Hit and Run (US-Ausgabe. Original: Accident for Inspector West, 1957)
- 1959 The Case of the Innocent Victims
- 1959 The Trouble at Saxby’s (US-Ausgabe. Original: Find Inspector West, 1957)
- 1960 The Case of the Acid Throwers (US-Ausgabe. Original: Inspector West at Bay, 1952)
- 1960 Murder on the Line (dt. Mord auf den Schienen. Desch, München 1973)
- 1960 Death of an Assassin (US-Ausgabe. Original: A Prince for Inspector West, 1956)
- 1961 The Scene of the Crime (dt. Inspektor West und der Juwelenraub. Desch, München 1972)
- 1961 Death in Cold Print
- 1962 Murder Tips the Scales (US-Ausgabe. Original: Two for Inspector West, 1955)
- 1962 Policeman’s Dread[29] (dt. Inspektor West in Schwierigkeiten. Desch, München 1972)
- 1962 Go Away to Murder (US-Ausgabe. Original: Inspector West Leaves Town, 1943)
- 1963 Hang the Little Man (dt. Die Kleinen sollen hängen. Desch, München 1974)
- 1964 Look Three Ways at Murder (dt. Ein Mord kommt selten allein. Desch, München 1971)
- 1965 Send Superintendent West (Original: Send for Inspector West, 1953)
- 1965 Murder, London – Australia
- 1966 Murder, London – South Africa
- 1967 The Dissemblers (US-Ausgabe. Original: Puzzle for Inspector West, 1951)
- 1967 The Executioners
- 1968 So young to burn (dt. Klub des Verbrechens. Desch, München 1971)
- 1969 Murder, London – Miami
- 1970 A Part for a Policeman (dt. Gefahr für Inspektor West. Desch, München 1971)
- 1971 Alibi
- 1971 Sport for Inspector West (US-Ausgabe. Original: Inspector West Kicks Off, 1949)
- 1972 A Splinter of Glass (dt. Die gläserne Spur. Desch, München 1973)
- 1973 Alibi for Inspector West (Original: Alibi, 1971)
- 1973 Roger West Takes Flight[30]
- 1973 The Theft of Magna Carta
- 1974 The Extortioners
- 1978 A Sharp Rise in Crime

### Anthologien (als Herausgeber)
- 1957 The Creasey Mystery Magazin
- 1960 The First Mystery Bedside Book
- 1961 The Second Mystery Bedside Book
- 1962 The Third Mystery Bedside Book
- 1963 The Fourth Mystery Bedside Book
- 1964 Crimes Across the Sea – The 19th Annual Anthology of the MWA
- 1964 The Fifth Mystery Bedside Book
- 1965 The Sixth Mystery Bedside Book

### Kinder- und Jugendliteratur
- 1936 Blazing the Air Trail
- 1936 The Jungle Flight Mystery
- 1936 The Mystery ’plane
- 1937 The Air Marauders
- 1937 The Black Biplane
- 1937 The Mystery Flight
- 1937 The S.O.S Flight
- 1937 The Secret Aeroplane Mystery
- 1937 The Treasure Flight
- 1938 The Flying Stowaways
- 1938 The Miracle ’plane
- 1939 The Flying Turk
- 1939 The Monarch of the Skies
- 1950 The Missing Monoplane

### Ausgewählte frühe Kinder- und Jugendliteratur als Taschenbuch
(Aufgelistet wurden nur die in den englischsprachigen Verbundkatalogen verzeichneten Werke)
- 1936 The Killer Squad
- 1937 The Mysterious Mr. Rocco
- 1938 The Doublecross of Death
- 1939 Documents of Death
- 1939 The Blue Flyer
- 1945 The Cinema Crimes
- 1939 The Hidden Hoard

### Einzelwerke
- 1932 Seven Times Seven
- 1935 The Man Who Died Laughing[31]
- 1972 The Masters of Bow Street (Historischer Scotland Yard-Krimi)

### Schauspiel
- 1963 The Toff

### Sachliteratur
- 1942 Action Stations! An Account of H.M.S. Dorsetshire and Her Earlier Namesakes
- 1943 Log of A Merchant Airman (gemeinsam mit John H. Lock)
- 1943 Heroes of the Air. A Tribute to the Courage, Sacrifice and Skill of the Men of the R.A.F.
- 1943 The Printers Devil (gemeinsam mit Walter Victor Hutchinson)
- 1953 Round Table: The First Twenty-five Years of the Round Table Movement 1927–1952
- 1953 Round the World in 465 Days (gemeinsam mit Jean Creasey)
- 1956 Let’s Look at America
- 1960 They Didn’t Mean to Kill. The Real Story of Road Accidents, Their Causes, Cost and Cure.
- 1963 African Holiday: Drawings and Captions (gemeinsam mit Martin Creasey)
- 1963 Optimists in Africa
- 1967 Good, God and Man; an Outline of the Philosophy of Self-ism.
- 1969 Evolution to Democracy

## Werke unter Pseudonymen

### Gordon Ashe

#### Patrick Dawlish-Serie
- 1939 The Speaker
- 1939 Death on Demand
- 1940 Secret Murder
- 1940 Terror by Day
- 1941 Ware Danger!
- 1942 Death in High Places
- 1942 Murder Most Foul (dt. Drachensaat in Hampshire. Schweizer Druck- und Verlagshaus, Zürich 1957)
- 1942 There Goes Death
- 1943 Death in Flames
- 1943 Two Men Missing
- 1944 Rogues Rampant
- 1945 Invitation to Adventure
- 1945 Death on the Move
- 1946 Give Me Murder (dt. Tod hoch im Kurs. Ullstein, Frankfurt/M. 1963, als John Creasey)
- 1946 Here is Danger!
- 1947 Murder Too Late
- 1948 Engagement With Death (dt. Der Mann mit dem sechsten Sinn. Lupus-Romane, Düsseldorf 1949)
- 1948 Dark Mystery
- 1949 A Puzzle in Pearls (dt. Das Rätsel der Perlen. Schweizer Druck- und Verlagshaus, Zürich 1953)
- 1949 Kill or Be Killed (dt. Treffpunkt Piccadilly. Ullstein, Frankfurt/M. 1963, als John Creasey)
- 1950 The Dark Circle
- 1950 Murder With Mushrooms
- 1951 Missing or Dead
- 1951 Death in Diamonds (dt. Tödliche Diamanten. Schweizer Druck- und Verlagshaus, Zürich 1953)
- 1952 Death in a Hurry (dt. Rock im Alleingang. Ullstein, Frankfurt/M. 1962)
- 1953 Sleepy Death
- 1953 The Long Search (US-Ausgabe: Drop Dead, 1954)
- 1954 Double for Death
- 1954 Death in the Trees
- 1954 Drop Dead (US-Ausgabe. Original: The Long Search, 1953)
- 1955 The Kidnapped Child (US-Ausgabe: The Snatch, 1965)
- 1956 Day of Fear
- 1957 Wait for Death
- 1958 Come Home to Death (US-Ausgabe: The Pack of Lies, 1959. Dt. Inspektor Penfold tippt daneben. Ullstein, Frankfurt/M. 1962)
- 1958 The Pack of Lies (US-Ausgabe. Original: Come Home to Death, 1958)
- 1959 Elope to Death
- 1960 Don’t Let Him kill (US-Ausgabe: The Man Who Laughed at Murder, 1960. Dt. Eine Hand voll Nitro. Ullstein, Frankfurt/M. 1962)
- 1960 The Man Who Laughed at Murder (US-Ausgabe. Original: Don’t let him kill, 1960)
- 1965 The Snatch (US-Ausgabe. Original: The Kidnapped Child, 1955)
- 1972 The Croaker (US-Ausgabe. Original: The Speaker, 1939)

#### Crime Hater-Serie
- 1960 The Crime Haters
- 1961 Rogues' Ransom
- 1963 Death From Below
- 1964 A Promise of Diamonds
- 1964 The Big Call
- 1966 A Taste of Treasure
- 1967 A Clutch of Coppers (dt. Gefährlicher Alleingang. Desch, München 1972)
- 1968 A Shadow of Death
- 1969 A Scream of Murder (dt. Schrei in der Nacht. Desch, München 1972, als John Creasey)
- 1970 A Nest of Traitors (dt. Im Netz der Verräter. Ullstein, Frankfurt/M. 1979)
- 1971 A Rabble of Rebels
- 1973 A Life For a Death
- 1974 A Herald of Doom[32]
- 1975 A Blast of Trumpets (dt. Fanfaren des Todes. Ullstein, Frankfurt/M. 1978, als John Creasey)
- 1976 A Plague of Demons

#### Einzelwerke
- 1945 Terror by Day
- 1954 Double For Death
- 1955 The Man Who Stayed Alive (dt. Der Mann, der am Leben blieb. Schweizer Druck- und Verlagshaus, Zürich 1957)
- 1956 No Need to Die
- 1957 Youn’ve Bet Your Life

### M. E. Cooke
(US-Ausgaben erschienen unter John Creasey)
- 1934 Fire of Death
- 1935 Number One’s Last Crime
- 1935 The Black Heart
- 1935 The Casino Mystery
- 1935 The Death Drive[33]
- 1935 The Crime Gang
- 1935 The Stolen Formula Mystery
- 1936 The Successful Alibi
- 1936 The Dummy Robberies
- 1936 The Day of Terror
- 1936 The Moat Farm Mystery
- 1936 The Big Radium Mystery
- 1936 The Hypnotic Demon
- 1936 The Secret Fortune
- 1937 The Hadfield Mystery
- 1937 The Moving Eye
- 1937 The Raven
- 1938 The Mountain Terror
- 1938 For Her Sister’s Sake
- 1940 The Verrall Street Affair[34]

### Margaret Cooke

#### Romantische Romane
- 1937 Troubled Journey
- 1938 Fate’s Playthings
- 1938 The Road to Happiness
- 1938 A Mannequin’s Romance
- 1938 Web of Destiny
- 1938 Whose Lover?
- 1939 Love Comes Back
- 1939 Love Triumphant
- 1939 The Turn of Fate
- 1940 Love’s Journey
- 1941 Love Calls Twice

### Henry St. John Cooper

#### Romantische Romane
- 1937 Chains of Love
- 1937 Love’s Pilgrimage
- 1938 The Tangled Legacy
- 1938 The Greater Desire
- 1939 Love’s Ordeal
- 1940 The Lost Lover

### Credo

#### Sachliteratur
- 1950 Man In Danger[34]

### Norman Deane

#### Bruce Murdoch-Serie
- 1939 Secret Errand
- 1939 Dangerous Journey
- 1941 I am the Withered Man
- 1940 The Withered Man
- 1940 Unknown Mission
- 1942 Where is the Withered Man?[35]

#### Liberator-Serie
- 1943 Return to Adventure
- 1944 Gateway to Escape
- 1945 Come Home to Crime

#### Einzelwerke
- 1940 Where is the Withered Man?[36]
- 1947 The Silent House
- 1948 Intent to murder (dt. Mein Kopf in der Schlinge.[37] Schweizer Druck- und Verlagshaus, Zürich 1954)
- 1948 Why Murder?
- 1950 The man I didn’t kill (dt. Sucht den Mörder woanders. Schweizer Druck- und Verlagshaus, Zürich 1951)
- 1950 No Hurry to Kill
- 1951 Double for murder (dt. Die Doppelgängerin[37]. Schweizer Druck- und Verlagshaus, Zürich 1954)
- 1951 Play for Murder
- 1952 Golden Death
- 1952 Look at Murder
- 1953 Murder Ahead
- 1954 Incense of Death
- 1954 Death in the Spanish Sun
- 1956 Crime, Porque?

### Elise Fécamps

#### Romantische Romane
- 1935 Love or Hate?
- 1937 Love’s Triumph
- 1937 True Love

### Robert Caine Frazer

#### Mark Kilby-Serie
- 1959 Mark Kilby Solves a Murder (UK-Titel: R.I.S.C., 1962)
- 1960 Mark Kilby and the Miami Mob
- 1960 Mark Kilby and the Secret Syndicate
- 1960 The Secret Syndicate
- 1961 The Hollywood Hoax
- 1962 Mark Kilby Stands Alone (UK-Titel: Mark Kilby, and the Manhattan Murders, 1966)
- 1962 R.I.S.C. (UK-Ausgabe. Original: Mark Kilby Solves a Murder, 1959)[38]
- 1962 Mark Kilby Takes a Risk
- 1966 Mark Kilby, and the Manhattan Murders (Original: Mark Kilby Stands Alone, 1962)

### Patrick Gill

#### Sportromane
- 1937 The Laughing Lightweight
- 1937 The Fighting Footballers
- 1939 The Fighting Tramp
- 1939 The Mystery of the Centre-Forward
- 1939 The £10,000 Trophy Race
- 1939 The Battle for the Cup
- 1940 The Secret Super-Charger

### Michael Halliday
(Die US-Ausgaben wurden – mit Ausnahme der Cellini-Serie – wegen der Namensähnlichkeit zu dem amerikanischen Schriftsteller Brett Halliday unter dem Pseudonym Jeremy York veröffentlicht; ab 1970 erschienen auch die britischen Taschenbuch-Ausgaben unter diesem Pseudonym. Die Cellini-Serie erschien in den USA unter dem Pseudonym Kyle Hunt.)

#### Dr.Emmanuel Cellini-Serie
- 1965 Cunning as a Fox
- 1966 Wicked as the Devil
- 1967 Sly as a Serpent
- 1968 Cruel as a Cat
- 1969 Too Good to be True
- 1970 A Period of Evil
- 1971 As Lonely as the Damned
- 1972 As Empty as Hate
- 1973 As Merry as Hell
- 1974 This Man Did I Kill?
- 1976 The Man Who Was Not Himself

#### Fane Brothers-Serie
- 1951 Take a Body
- 1952 Lame Dog Murder
- 1953 Murder in the Stars[39]
- 1953 Man on the Run

#### Einzelwerke
- 1937 Three for Adventure
- 1937 Four Find Danger
- 1938 Two Meet Trouble
- 1940 Murder Comes Home
- 1940 Heir to Murder
- 1941 Who Saw Him Die?
- 1941 Murder by the Way
- 1942 Foul Play Suspected
- 1942 Who Died at the Grange?
- 1943 Five to Kill
- 1943 Murder at King’s Kitchen
- 1944 Who Said Murder?
- 1944 No Crime More Cruel
- 1945 Crime With Many Voices
- 1946 Murder Makes Murder
- 1947 Mystery Motive[40]
- 1947 Lend a Hand to Murder
- 1948 No End to Danger
- 1948 First a Murder
- 1949 Who Killed Rebecca (dt. Totentanz um Rebecca. Schweizer Druck- und Verlagshaus, Zürich 1951)
- 1949 The Dying Witnesses
- 1950 Dine With Murder
- 1950 Murder Week-End
- 1951 Quarrel With Murder (dt. Geliebte Mörderin. Schweizer Druck- und Verlagshaus, Zürich 1952)
- 19?? Murder Came Late (dt. Der Mörder kam zu spät. Schweizer Druck- und Verlagshaus, Zürich 1955)
- 1954 Out of the Shadows
- 1954 Death Out of Darkness
- 1955 Murder at End House
- 1955 Cat and Mouse (US-Ausgabe: Hilda, Take Heed, 1957)
- 1956 Sight of Death (dt. Der letzte Coup. Desch, München 1962)
- 1957 Death of a Stranger (US-Ausgabe: Come Here and Die, 1959. Dt. Tod einer Unbekannten. Desch, München 1963)
- 1957 Runaway
- 1957 The Dying Witness
- 1957 Hilda, Take Heed (US-Ausgabe. Original: Cat and Mouse, 1955)
- 1958 Missing from Home (US-Ausgabe: Missing, 1960. Dt. Die Entführung. Desch, München 1963)
- 1958 Murder Assured
- 1959 Thicker than Water
- 1959 Come Here and Die (US-Ausgabe. Original: Death of a Stranger, 1957)
- 1960 Go Ahead With Murder (US-Ausgabe: Two for the Money, 1962)
- 1960 How Many to Kill? (US-Ausgabe: The Girl in the Leopard Skin Bag, 1961)
- 1960 Missing (US-Ausgabe. Original: Missing From Home, 1958)
- 1961 The Man I Killed
- 1961 The Edge of Terror
- 1961 The Girl in the Leopard Skin Bag (US-Ausgabe. Original: How Many to Kill?, 1960)
- 1962 Hate to Kill
- 1962 Two for the Money (US-Ausgabe. Original: Go Ahead With Murder, 1960)
- 1963 The Quiet Fear
- 1964 Guilt of Innocence (dt. Doch schuldig?. A. Müller, Rüschlikon-Zürich 1967)
- 1968 Death in the Spanish Sun

### Charles Hogarth
- 1944 Murder on Largo Island

### Brian Hope
- 1938 Four Motives for Murder[34]

### Colin Hughes
- 1940 Triple Murder[34]

### Kyle Hunt
(Die US-Ausgaben der Cellini-Serie wurden unter dem Pseudonym Kyle Hunt veröffentlicht. Die englischen Originalausgaben unter dem Pseudonym Michael Halliday; dort ist auch die Cellini-Serie aufgeführt)
- 1956 Kill Once, Kill Twice
- 1957 Kill a Wicked Man (dt. Ein törichtes Mädchen. Desch, München 1963)
- 1958 Kill My Love
- 1960 To Kill a Killer

### Abel Mann
- 1966 Danger Woman

### Peter Manton
- 1937 Murder Manor
- 1937 Stand by for Danger
- 1937 The Greyvale School Mystery[41]
- 1938 Three Days Terror
- 1938 The Circle of Justice
- 1938 The Crime Syndicate
- 1939 Murder In the Highlands (dt. Schatz im Hochland. Marken, Darmstadt 1959)
- 1939 Death Looks On
- 1940 The Midget Marvel
- 1948 Policeman’s Triumph
- 1950 Thief In the Night
- 1952 No Escape from Murder
- 1954 The Crooked Killer
- 1954 The Charity Murders[42]

### J. J. Marric

#### George Gideon-Serie
- 1955 Gideon’s Day (US-Ausgabe: Gideon of Scotland Yard, 1958. Dt. Der endlose Tag. Nest, Frankfurt/M. 1962. 1958 von John Ford verfilmt)
- 1956 Gideon’s Week (US-Ausgabe: Seven Days to Death, 1958)
- 1957 Gideon’s Night (dt. Die lange Nacht. Nest, Frankfurt/M. 1963)
- 1958 Gideon’s Month
- 1958 Gideon of Scotland Yard (US-Ausgabe. Original: Gideon’s Day, 1955)
- 1958 Seven Days to Death (US-Ausgabe. Original: Gideon’s Week, 1956)
- 1959 Gideon’s Staff
- 1960 Gideon’s Risk (dt. Zu schlau für die Falle. Ullstein, Frankfurt/M. 1979)
- 1961 Gideon’s Fire (dt. Das erste Feuer. Weiss, München 1965)
- 1962 Gideon’s March
- 1963 Gideon’s Ride (dt. Schwarzfahrer Tod. Ullstein, Frankfurt/M. 1976)
- 1964 Gideon’s Vote
- 1965 Gideon’s Lot
- 1966 Gideon’s Badge (dt. Große Fracht in falsche Hände. Ullstein, Frankfurt/M. 1979)
- 1967 Gideon’s Wrath
- 1968 Gideon’s River (dt. Tatort Themse. Ullstein, Frankfurt/M. 1978)
- 1969 Gideon’s Power (dt. Attentat auf Denkmaschinen. Ullstein, Frankfurt/M. 1978)
- 1970 Gideon’s Sport (dt. Sieg, Platz, Tod. Ullstein, Frankfurt/M. 1977)
- 1971 Gideon’s Art (dt. Firnis aus Blut. Ullstein, Frankfurt/M. 1977)
- 1972 Gideon’s Men
- 1973 Gideon’s Press
- 1974 Gideon’s Fog (dt. Unternehmen Känguruh. Ullstein, Frankfurt/M. 1978)
- 1976 Gideon’s Drive (dt. Zum Nachtisch Gift. Ullstein, Frankfurt/M. 1979)

#### William Vivian Butler alsJ. J. Marric
- 1978 Gideon’s Force
- 1981 Gigeon’s Law
- 1983 Gideon’s Way
- 1986 Gideon’s Raid
- 1990 Gideon’s Fear[43]

#### Schauspiel
- 1966 Gideon’s Fear[44]

### James Marsden

#### Boxsport-Roman
- 1935 Ned Cartwright Middleweight Champion

### Richard Martin
- 1947 Keys to Crime
- 1948 Vote for Murder
- 1954 Adrian and Jonathan

### Rodney Mathieson
(auch Mattheson oder Matheson)
- 1935 The Dark Shadow
- 19?? The House of Ferrars[34]

### Anthony Morton

#### John „The Baron“ Mannering-Serie
- 1937 Meet the Baron (US-Ausgabe: The Man in the Blue Mask, 1937)
- 1937 The Man in the Blue Mask (US-Ausgabe. Original: Meet the Baron, 1937)
- 1937 The Baron Returns (US-Ausgabe: The Return of Blue Mask, 1937)
- 1937 The Return of Blue Mask (US-Ausgabe. Original: The Baron Returns, 1937)
- 1938 Salute Blue Mask (UK-Titel: Salute for the Baron, 1960)
- 1938 The Baron Again
- 1938 The Baron at Bay (US-Ausgabe: Blue Mask at Bay, 1938)
- 1938 Blue Mask at Bay (US-Ausgabe. Original: The Baron at Bay, 1938)
- 1939 Alias the Baron (US-Ausgabe: Alias Blue Mask, 1939)
- 1939 Alias Blue Mask (US-Ausgabe. Original: Alias the Baron, 1939)
- 1939 The Baron at Large (US-Ausgabe: Challenge Blue Mask, 1939)
- 1939 Challenge Blue Mask (US-Ausgabe. Original: The Baron at Large, 1939)
- 1940 Call for the Baron (US-Ausgabe: Blue Mask Victorious, 1940)
- 1940 Versus the Baron (US-Ausgabe: Blue Mask Strikes Again, 1940)
- 1940 Blue Mask Strikes Again (US-Ausgabe. Original: Versus the Baron, 1940)
- 1940 Blue Mask Victorious (US-Ausgabe. Original: Call for the Baron, 1940)
- 1943 The Baron Comes Back
- 1945 A Case for the Baron
- 1945 Reward for the Baron
- 1946 Career for the Baron (dt. Der Baron macht Karriere. Schweizer Druck- und Verlagshaus, Zürich 1956)
- 1947 The Baron and the Beggar
- 1948 Blame the Baron (dt. Der Baron ist schuld. Schweizer Druck- und Verlagshaus, Zürich 1952)
- 1948 A Rope for the Baron (dt. Hängt den Baron. Schweizer Druck- und Verlagshaus, Zürich 1950)
- 1949 Books for the Baron
- 1950 Cry for the Baron
- 1950 Trap the Baron
- 1951 Attack the Baron
- 1951 Shadow the Baron (dt. Schatten über London. Ullstein, Frankfurt/M. 1962)
- 1952 Warn the Baron
- 1953 The Baron Goes East
- 1953 The Baron in France (dt. Rettung durch den Baron. Schweizer Druck- und Verlagshaus, Zürich 1956)
- 1953 Danger for the Baron
- 1954 The Baron Goes Fast
- 1954 Nest-Egg for the Baron[45] (US-Ausgabe: Deaf, Dumb & Blonde, 1961)
- 1955 Help from the Baron (dt. Der Baron greift ein. Ullstein, Frankfurt/M. 1962)
- 1956 Hide the Baron
- 1957 Frame the Baron (US-Ausgabe: The Double Frame, 1961)
- 1958 Red Eye for the Baron (US-Ausgabe: Blood Red, 1960)
- 1959 Black for the Baron (US-Ausgabe: If Anything Happens to Hester, 1959)
- 1959 If Anything Happens to Hester (US-Ausgabe. Original: Black for the Baron, 1959)
- 1960 Salute for the Baron (Original: Salute Blue Mask, 1938)
- 1960 Blood Red (US-Ausgabe. Original: Red Eye for the Baron, 1958)
- 1961 Deaf, Dumb & Blonde (US-Ausgabe. Original: Nest-Egg for the Baron, 1954)
- 1961 A Branch for the Baron (US-Ausgabe: The Baron Branches Out, 1961)
- 1961 The Baron Branches Out (US-Ausgabe. Original: A Branch for the Baron, 1961)
- 1961 The Double Frame (US-Ausgabe. Original: Frame the Baron, 1957)
- 1962 Bad for the Baron (US-Ausgabe: The Baron and the Stolen Legacy, 1962)
- 1962 The Baron and the Stolen Legacy (Original: Bad for the Baron, 1962)
- 1963 A Sword for the Baron (US-Ausgabe: The Baron and the Mogul Swords, 1966)
- 1964 The Baron on Board
- 1965 The Baron and the Chinese Puzzle
- 1966 Sport for the Baron
- 1966 The Baron and the Mogul Swords (US-Ausgabe. Original: A Sword for the Baron, 1963)
- 1967 The Baron and the Stolen Legacy (US-Ausgabe. Original: Bad for the Baron, 1962)
- 1967 Affair for the Baron
- 1968 The Baron and the Missing Old Master
- 1969 The Baron and the Unfinished Portrait
- 1970 Last Laugh for the Baron
- 1971 The Baron Goes A-Buying
- 1972 The Baron and the Arrogant Artist
- 1973 Burgle the Baron
- 1975 The Baron, King-Maker
- 1979 Love for the Baron

#### Einzelwerke
- 1943 Mr. Quentin Investigates

### Ken Ranger

#### Wildwest-Romane
- 1938 One-Shot Marriott
- 1939 Roaring Guns

### William K. Reilly

#### Wildwest-Romane
- 1939 Range War
- 1939 Two Gun Texan
- 1940 Gun Feud
- 1940 Stolen Range
- 1941 Outlaw’s Vengeance
- 1941 War on Lazy-K.
- 1942 Guns Over Blue Lake
- 1943 Riders of Dry Gulch
- 1944 Long John Rides the Range
- 1945 Miracle Range
- 1946 The Secret of the Range
- 1949 Outlaw Guns
- 1953 Range Vengeance

### Tex Riley

#### Wildwest-Romane
- 1938 Gun-Smoke Range
- 1938 Two-Gun Girl
- 1939 Gunshot Mesa
- 1940 Rustler’s Range
- 1940 The Shootin' Sheriff
- 1940 Masked Riders[46]
- 1941 Death Canyon
- 1942 Guns on the Range (dt. Die Tyrannen von Lenville City. Ursus, Düsseldorf 1952)
- 1943 Range Justice
- 1944 Outlaw Hollow
- 1946 Hidden Range
- 1947 Forgotten Range
- 1948 Trigger Justice
- 1949 Lynch Hollow

### Jimmy Wilde

#### Boxsport-Roman
- 1938 Fighting Was My Business

### Jeremy York

#### Superintendent Folly-Serie
- 1945 Find the Body (dt. Das fehlende Motiv. Schweizer Druck- und Verlagshaus, Zürich 1955)
- 1946 Murder Came Late (dt. Der Mörder kam zu spät. Schweizer Druck- und Verlagshaus, Zürich 1955)
- 1947 Run Away to Murder (dt. Der Tod der Witwe Fortescue. Desch, München 1964)
- 1947 Mystery Motive[47]
- 1947 Let’s Kill Uncle Lionel
- 1948 Close the Door on Murder
- 1948 First a Murder[48]
- 1949 The Gallows are Waiting

#### Einzeltitel
- 1941 By Persons Unknown
- 1942 Murder Unseen
- 1943 No Alibi
- 1944 Murder in the Family
- 1945 Yesterday’s Murder
- 1947 Run Away to Murder (dt. Der Tod der Witwe Fortescue. Desch, München 1964)
- 1947 Let’s Kill Uncle Lionel
- 1949 The Gallows are Waiting
- 1950 Sentence of Death (dt. Das Todesurteil. Schweizer Druck- und Verlagshaus, Zürich 1951)[49]
- 1952 Death to My Killer
- 1952 Voyage With Murder
- 1953 Safari With Fear
- 1955 So Soon to Die (dt. So früh schon sterben. Heyne, München 1960)
- 1956 Sight of Death (dt. Der letzte Coup. Desch, München 1962)
- 1957 Come Here and Die
- 1958 Seeds of Murder
- 1958 My Brother’s Killer
- 1959 Hide and Kill
- 1960 To Kill or Die (UK-Titel: To Kill or to Die)

## Verfilmungen
- 1952 Hammer the Toff. Regie: Maclean Rogers. Darsteller: John Bentley, Patricia Dainton, Valentine Dyall, John Robinson, Roddy Hughes, u. a. m.
- 1952 Salute The Toff. US-Titel: Brighthaven Express. Regie: Maclean Rogers. Darsteller: John Bentley, Carol Marsh, Arthur Hill, Valentine Dyall, John Forbes-Robertson u. a. m.
- 1958 Gideon’s Day.[50] US-Titel: Gideon of Scotland Yard. Regie: John Ford. Darsteller: Jack Hawkins, Dianne Foster, Cyril Cusack u. a. m. Drehbuch: T. E. B. Clarke.
- 1958 Cat and Mouse. US-Titel: The Desperate Men. Dt. Titel: Besuch bei Mr. Scruby. Regie: Paul Rotha. Darsteller: Lee Patterson, Ann Sears, Victor Maddern, Hilton Edwards, George Rose u. a. m.
- 1965–1966 The Baron (dt. Der Baron). Englische TV-Verfilmung nach den Romanen der John „The Baron“ Mannering-Serie, die John Creasey unter dem Pseudonym Anthony Morton schrieb. Darsteller: Steve Forrest, Sue Lloyd, Colin Gordon u. a. m.